# Moschea dell'Imam 'Ali
La moschea dell'Imām ʿAlī (in arabo حرم الإمام علي‎?, Ḥaram al-Imām ʿAlī), nota anche come  Masjid ʿAlī o moschea di ʿAlī, sita a Najaf (Iraq) è considerata dai circa 200 milioni di sciiti del mondo, il terzo luogo santo dell'islam (dopo i primi due, cioè, al primo posto, l'al-Masjid al-Ḥaram della Mecca e al secondo la moschea del Profeta di Medina). ʿAlī ibn Abī Ṭālib, cugino e genero di Maometto, quarto califfo ortodosso per i sunniti e primo Imam per gli sciiti vi è sepolto. Inumato accanto ad ʿAlī vi sarebbero, per gli stessi sciiti, i resti di Adamo ed Eva, nonché di Noè (per i musulmani Nūḥ).

## Storia
Il santuario fu costruito dal governante sciita buwayide 'Adud al-Dawla nel 977 sopra la tomba di ʿAlī. Dopo essere stato distrutto da un incendio, fu riedificato dal sultano selgiuchide Malik Shah I  nel 1086. Ricostruito una terza volta dallo scià safavide Ismāʿīl I poco dopo il 1500, nel 1623 ʿAbbās I il Grande commissionò a 500 uomini la riedificazione, conclusa da suo nipote Safi nel 1632.
Durante l'insurrezione del marzo 1991, a seguito della guerra del Golfo, la Guardia Repubblicana irachena di Saddam Hussein danneggiò il santuario, dove s'erano rifugiati i membri dell'opposizione sciita al regime, e massacrando tutti i suoi occupanti. In seguito il santuario restò chiuso per due anni, ufficialmente per le riparazioni. Saddam Hussein espulse in Iran un gran numero di residenti dell'area, che erano di discendenza persiana.

È stato nuovamente restaurato dal capo spirituale degli ismailiti Dawudi Bohra, il 52° dāʿī muṭlaq, Dr. Syedna Mohammad Burhanuddin.

## Status religioso

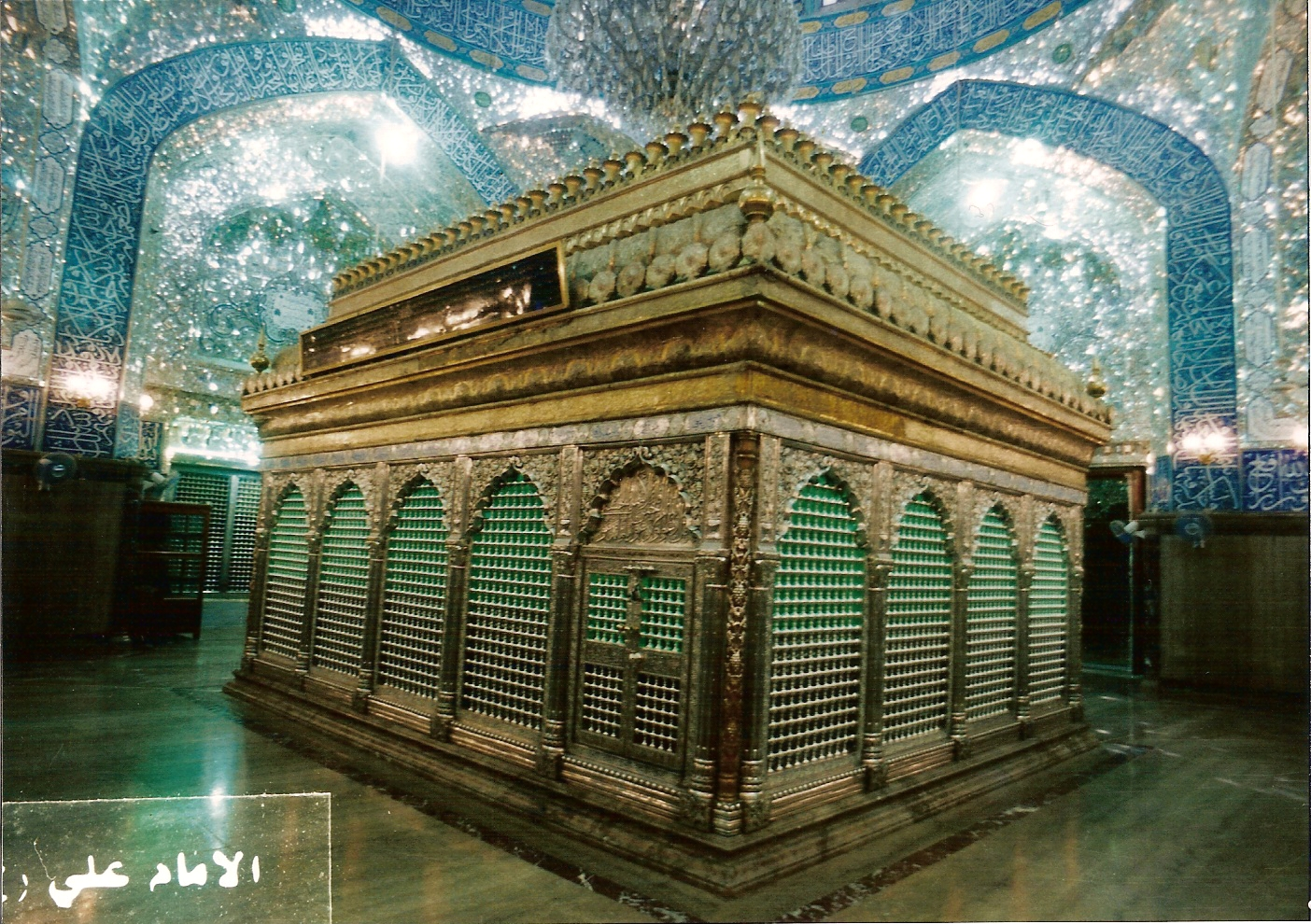
L'interno della moschea dell'Imām ʿAlī (prima dei restauri del 2008)

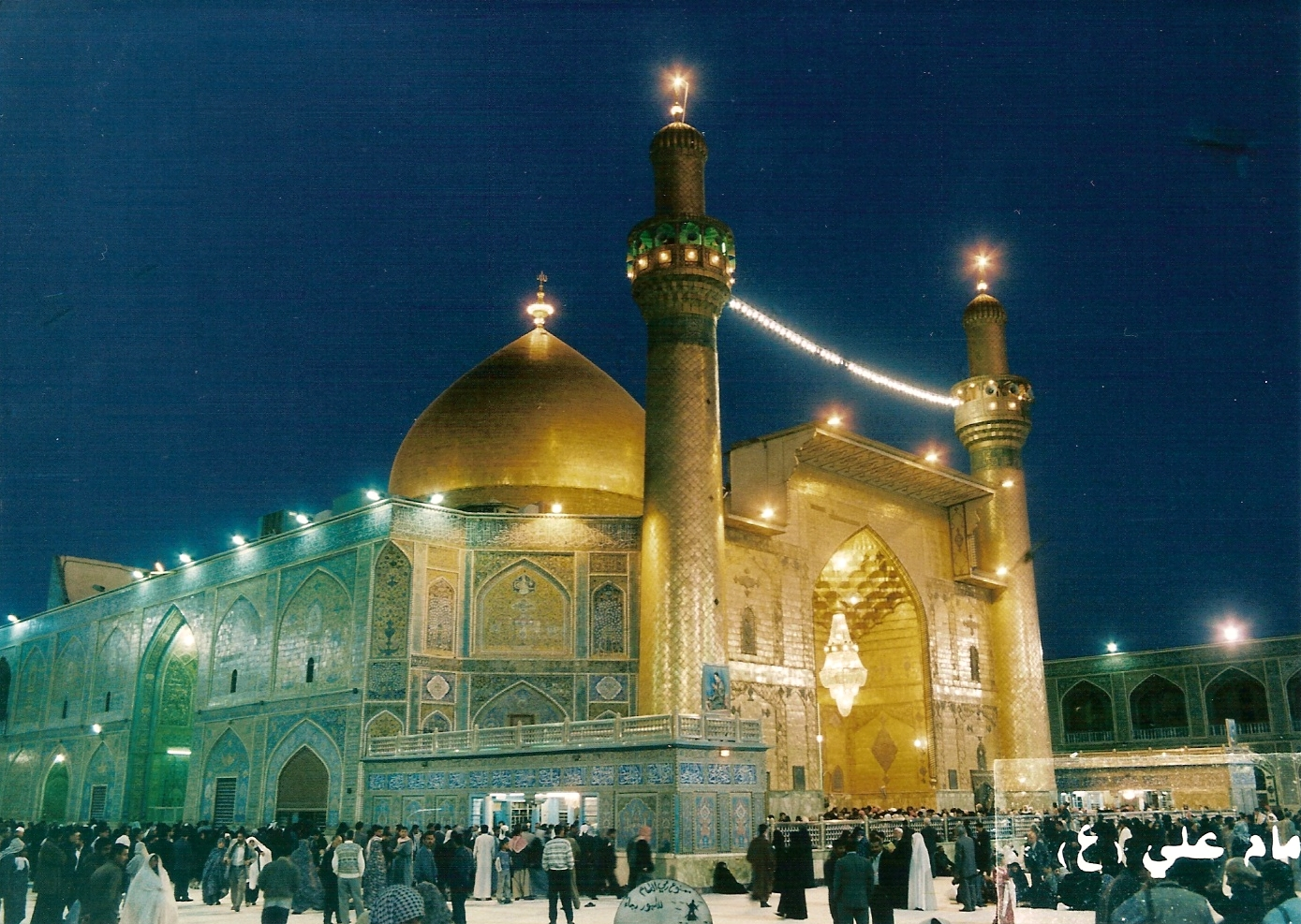
Moschea dell'Imām ʿAlī (prima dei restauri del 2008)

In quanto luogo di sepoltura della seconda personalità più rilevante dell'islam (dopo il profeta Maometto), la Moschea dell'Imam ʿAlī è considerata da tutti gli sciiti come il terzo luogo più sacro dell'Islam (a differenza dei sunniti che considerano al terzo posto la città di Gerusalemme, con la sua moschea al-Aqsā).

Si calcola che solo Karbalā (luogo in cui fu trucidato al-Ḥusayn b. ʿAlī), Mecca e Medina vantino un maggior numero di pellegrini.

## Luogo di sepoltura di profeti
All'interno della moschea, gli sciiti credono che siano stati seppelliti anche Adamo (considerato il primo profeta della storia umana) ed Eva e Noè.
Il sito è visitato annualmente da almeno 8 milioni di pellegrini di media, con punte che per il futuro si calcolano di almeno 20 milioni. Molti sciiti credono che ʿAlī non volesse che la sua tomba rischiasse di essere sconsacrata dai suoi nemici e che, di conseguenza, avesse chiesto a amici e familiari di conservare il segreto sul suo luogo d'inumazione. Si suppone che il luogo di sepoltura sia stato rivelato in età abbaside da Jaʿfar al-Ṣādiq, il sesto Imam per lo sciismo. Numerosi sciiti credono che ʿAlī sia sepolto nella moschea di Najaf.